# Großwenden
Großwenden is een  dorp in de Duitse gemeente Großlohra in het Landkreis Nordhausen in Thüringen. Het dorp was tot 1950 een zelfstandige gemeente. 